# Kluci v akci
Kluci v akci jsou gastronomický pořad, který vysílá Česká televize. První díl byl odvysílán 5. září roku 2005. Záměrem tvůrců bylo vytvořit pořad, ve kterém se divák pobaví, přiučí a naučí se uvařit nějaké jídlo či pochoutku. Před televizní kamerou vaří Filip Sajler a Ondřej Slanina. Většinou se díly natáčejí ve studiu, občas ale tvůrci udělají výjimku a natáčí například na nějakém z českých hradů a zámků. Několikrát se také natáčelo na Slovensku, Maďarsku, Itálii, Francii, Španělsku či Portugalsku a dokonce i v Norsku.